# Femoracoelotes
Femoracoelotes är ett släkte av spindlar. Femoracoelotes ingår i familjen mörkerspindlar.
Kladogram enligt Catalogue of Life:
| Femoracoelotes | \| \| Femoracoelotes latus \| \| \| \| \| \| Femoracoelotes platnicki \| \| \| \| |
|                | \| \| Femoracoelotes latus \| \| \| \| \| \| Femoracoelotes platnicki \| \| \| \| |
|                | Femoracoelotes latus                                                              |
|                |                                                                                   |
|                | Femoracoelotes platnicki                                                          |
|                |                                                                                   |